# Saccopteryx bilineata
El murciélago de líneas blancas o murciélago de sacos, Saccopteryx bilineata es una especie de quiróptero, nativo de los bosques tropicales de Centroamérica y Sudamérica.

## Descripción
El dorso es negro, con 2 destacadas rayas de color amarillento, que se extienden desde el cuello hasta los cuartos traseros; el vientre es de color gris oscuro y las membranas negruzcas. Presenta bolsas en las alas, que son notorias en los machos.
La longitud de la cabeza y cuerpo es de 4,6 a 5,6 cm, la de la cola de 1,6 a 2, 3 cm, el pie mide de 1 a 1,2 cm, el antebrazo tiene una longitud de 4,4 a 4,8 cm. Pesa entre 6 y 9 g. La hembra es un poco más grandes que el macho. La nariz alargada y el labio superior son muy móviles y pueden desplazarse hacia arriba para aumentar la apertura de la boca.

## Comportamiento
De hábitos nocturnos, se refugian durante el día, preferentemente en troncos huecos de las selvas y plantaciones de árboles, donde es muy común encontrarlos, por ejemplo en ceibas, acacias o araguaneyes. Forman colonias divididas en territorios contiguos defendidos cada uno por un macho, con su harén de 1 a 9 hembras cada macho.
Las bolsas o sacos en las alas son utilizadas por los machos para atraer a las hembras y para marcar el territorio de su harén. Los machos llenan estos sacos con gotas de orina y con secreciones glandulares. Cada tarde, los machos renuevan el perfume de sus sacos durante una secuencia de comportamientos estereotipados, que lleva mucho tiempo, que incluye la mezcla de secreciones de glándulas genitales y gular. Durante su exhibición para las hembras, los machos se sitúan delante de la hembra y agitan las sus alas vigorosamente para exponerla al olor de la mezcla en los sacos de las alas. Los machos también agitan el contenido del saco hacia otros murciélagos para advertir a los intrusos que deben permanecer fuera del territorio.

## Alimentación
Es completamente insectívoro y puede utilizar la ecolocalización a través de la boca para seguir a sus presas.
Los cachorros han sido grabados emitiendo vocalizaciones con varios llamadas y sonidos.  Estas llamadas mixtas han sido comparadas con el balbuceo infantil humano y los cantos mal entonados de los polluelos de las aves jóvenes. Es el primer ejemplo del balbuceo de mamíferos fuera del orden de los primates.